# Handbuch über den Königlich Preußischen Hof und Staat
Das Handbuch über den Königlich Preußischen Hof und Staat (1851–1868 Königlich preußischer Staats-Kalender) war ein Überblickswerk über den Hofstaat, die Staatseinrichtungen und ihr Personal sowie alle Abgeordneten des Herren- und des Abgeordnetenhauses im Preußischen Staat, solange er ein Königreich war. Enthalten sind neben dem Hofstaat auch leitende Mitarbeiter von Ministerien, diplomatischen Missionen, Provinzialbehörden, Kirchen, Kultureinrichtungen und des Militärs. Es ist ein wichtiges historisches Nachschlagewerk.
Es erschien von 1794 bis 1918 mit Ausnahmen für die Jahre nach dem Staatszusammenbruch, der Reformen und der Befreiungskriege zwischen 1807 und 1817 sowie die Revolutions- und Kriegsjahre 1849/50, 1866/67 und 1915 bis 1917. Nach dem Ende der Monarchie erschien es bis 1939 als Handbuch über den Preußischen Staat weiterhin im R. von Decker’s Verlag in Berlin.